# Центральна провінція (Соломонові Острови)
Центральна провінція (англ. Central Province) — одна з провінцій (одиниця адміністративно-територіального поділу) Соломонових Островів. Включає в себе острови Рассела і острови Нггела (Флоридські). Площа — 615 км², населення 26 051 осіб (2009). Адміністративний центр — місто Тулагі, яке раніше було столицею всіх Соломонових Островів.

## Островт
- Аеаун[en]
- острови Нггела (Флоридські)
  - Гавуту
  - Танамбого
  - Тулагі (Тулагхі)
- острови Рассела
  - Мбаніка[en]
  - Павуву
- Саво